# Trishelle Cannatella
Trishelle Cannatella (Cut Off, 4 novembre 1979) è una modella e attrice statunitense.

## Reality show
È diventata famosa con la partecipazione al reality show The Real World (edizione 2002, girata a Las Vegas). Ha preso  parte anche ai reality show Kill Reality e Fear Factor.

## Attrice
Cannatella ha preso parte ai seguenti film:
- Ninja Cheerleaders (2007)
- 33 Griffin Lane (2007) - vicina di casa
- The Dukes of Hazzard: The Beginning (2007) - Ally Handy
- The Scorned (2005) - Nichola
- The Hillz (2004) - ragazza presente alla festa

## Modella
Cannatella ha posato nuda per "Playboy" e per il sito di Playboy Cyber Club. È apparsa anche su "Stuff" (maggio 2007).
È comparsa nel video di She bangs di William Hung.

## Lingerie football
Cannatella era già stata selezionata per giocare nelle New York Euphoria della Lingerie Football League per il 2005, ma, in seguito al ridimensionamento sopraggiunto, con le squadre ridotte a sole quattro giocatrici, non ha giocato.
Ha giocato invece il campionato 2006 che ha vinto con le New York Euphoria, risultando anche la giocatrice più votata dal pubblico nel sondaggio del sito ufficiale nel quale ha raccolto il 63% dei voti.